# Grävlastare

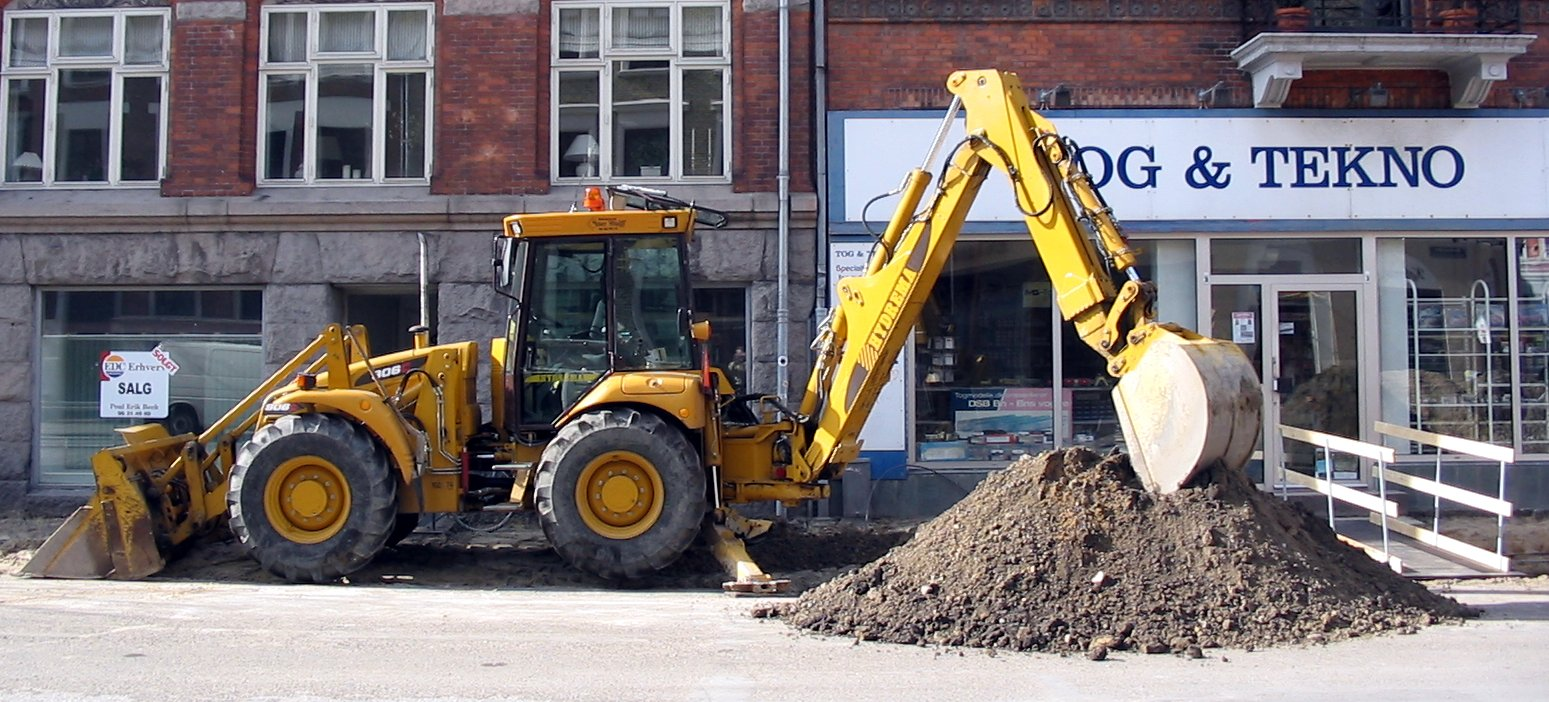
Midjestyrd grävlastare från danska Hydrema.

Grävlastare är en typ av anläggningsmaskin med midjestyrning som kombinerar grävmaskinens och lastmaskinens egenskaper. Innan grävlastaren togs fram tillverkades traktorgrävare som baserades på traktorer. Grävlastaren har ett särskilt utvecklat chassi med i regel lika stora fram- som bakdäck och ramstyrning, och uppvisar inga större likheter med traktorer. När det gäller grävarmen har de flesta dock kvar samma handikapp som traktorgrävarna; armen kan bara vridas inom en sektor på 180 grader bakom traktorn. Det danska fabrikatet Hydrema har dock modeller som erbjuder 280 graders arbetsområde.

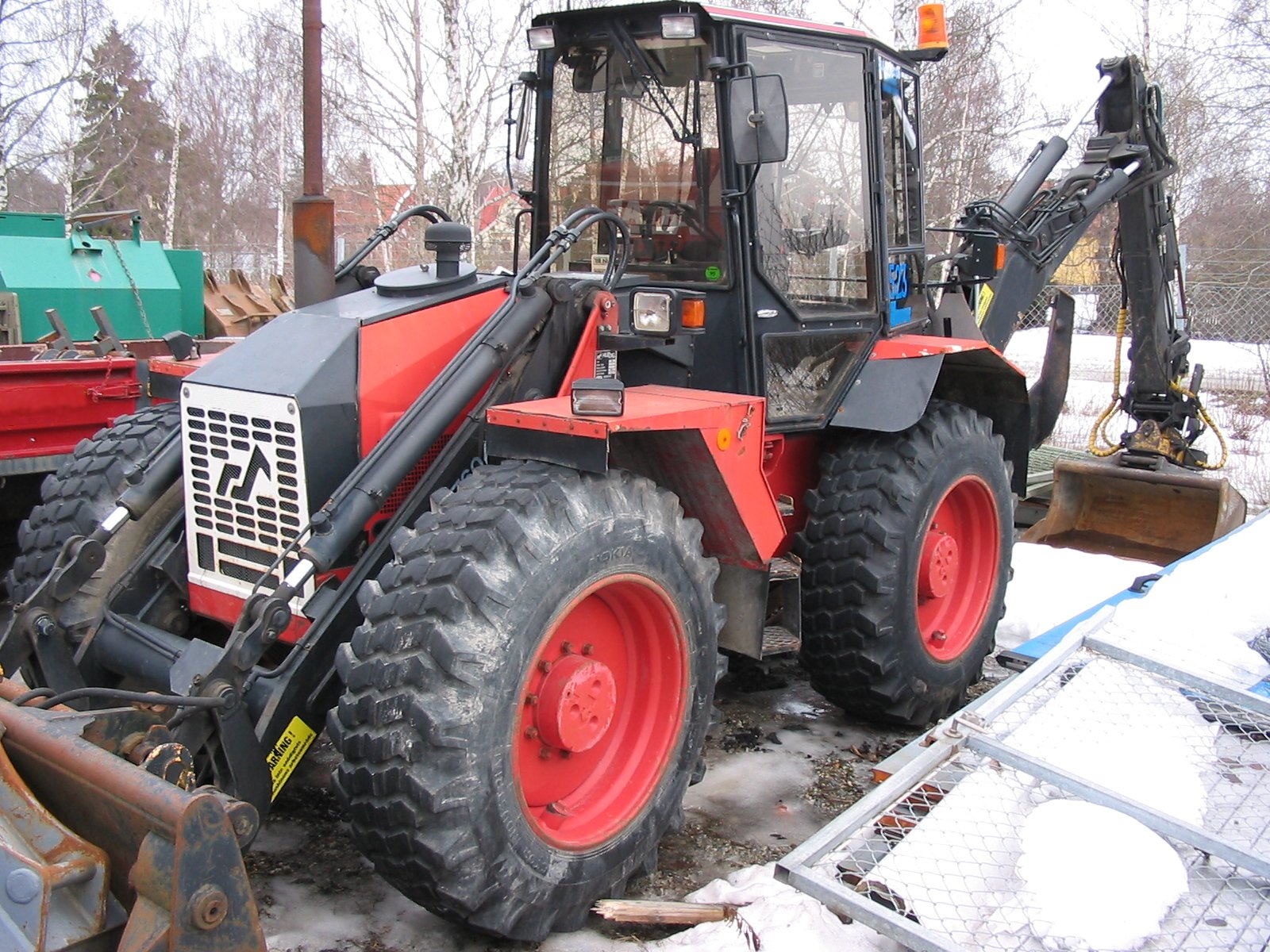
Svensk grävlastare från Huddig.

## Användningsområden
Grävlastare används för mindre grävarbeten, till exempel kabelgrävning, gatuunderhåll och dikning, där mobilitet och flexibilitet spelar större roll än ren grävningskapacitet, vilken grävlastare aldrig kan konkurrera med runtomsvängande grävmaskiner om. Ibland kompletteras grävlastare med en särskild hydraulisk lift med mankorg vilket gör maskinen lämplig för linjearbeten.
I Sverige och Norden är det vanligt med lite större grävlastare av fabrikat som Lännen och Huddig. Dessa grävlastare har ofta grövre hjul och är anpassade för att kunna användas i terräng, medan man på kontinenten och USA i större utsträckning använder mindre maskiner från till exempel JCB. Dessa maskiner används mer som servicemaskiner.